# Ugo Sani

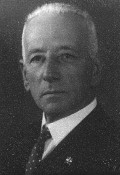
Ugo Sani

Ugo Sani (* 21. September 1865 in Ferrara; † 7. Januar 1945 in Rom) war ein italienischer General und Senator des Königreichs. Von Januar bis September 1919 war er Oberbefehlshaber der italienischen Besatzungstruppen in Tirol.

## Leben
Ugo Sani entstammte einer alten Adelsfamilie aus Ferrara mit einer langen militärischen Tradition. Nach den ersten in seiner Geburtsstadt verbrachten Schuljahren besuchte er von 1883 bis 1885 die Militärakademie in Modena, die er mit dem Grad eines Leutnants der Kavallerie abschloss. Anschließend wurde er dem 10. Kavallerieregiment „Vittorio Emanuele“ zugewiesen.
Zwischen 1889 und 1898 ging er erst auf die Kavallerie- und dann auf die Kriegsschule. 1894 heiratete er die Adelige Eugenia Morelli. Aus der Ehe gingen zwei Kinder, Maria Consolata und Emanuele, hervor. Mittlerweile zum Hauptmann befördert, wurde Sani 1902 dem Generalstab und 1903 dem I. Armeekorps zugeteilt. Bis 1913 folgten weitere Beförderungen und verschiedene Aufgaben. Im Februar 1914 wurde er, mittlerweile zum Oberst befördert, Dienststellenleiter des Inspektorates der Kavallerie bei der italienischen Armee.

### Erster Weltkrieg
Wenige Tage vor dem italienischen Kriegseintritt wurde das Inspektorat in Kavalleriekorpskommando umbenannt, dem vier Kavalleriedivisionen unterstellt waren. Mit Kriegseintritt gelangte Sani in das Kriegsgebiet. Er beklagte sich später über das zögerliche Vorgehen der italienischen Armee bei Kriegsbeginn und darüber, dass die Kavallerieeinheiten zu einer Zeit zurückgehalten wurden, als der Gegner nur über beschränkte Mittel und Einheiten verfügte.
Im Mai 1916 erhielt er, auf seinen Wunsch auf Versetzung in den Frontdienst hin, das Kommando über die Infanteriebrigade Pinerolo, der einen Monat später die Beförderung zum Generalmajor folgte. Mit seiner Brigade zeichnete er sich in mehreren Aktionen an der Karst- und Isonzofront aus. So bei der Besetzung von Kote 70 bei Doberdò, wofür er das Ritterkreuz des Militärordens von Savoyen erhielt, gefolgt von zwei silbernen Tapferkeitsmedaillen im gleichen Jahr. Während seiner Zeit bei der Brigade Pinerolo setzte er sich für seine Soldaten auch gegenüber seinem direkten Vorgesetzten, dem Duca d’Aosta und Oberbefehlshaber der 3. Armee, ein.
Im Mai 1917 wurde er durch ein Schrapnell leicht verletzt. Einen Monat später übernahm das Kommando der 9. Infanteriedivision, im September des gleichen Jahres das des XIII. Armeekorps. Letzteres lag nach der Zwölften Isonzoschlacht am Unterlauf des Piave in Stellung. Während der Ersten Piaveschlacht wiesen die von Sani befehligten Truppen alle österreichisch-ungarischen Angriffsversuche ab und konnten zudem die am Westufer des Piave gebildeten österreichisch-ungarischen Brückenköpfe erobern, so dass sich der Gegner auf das Ostufer des Piave zurückziehen musste, wofür er mit den Offizierskreuz des Militärordens von Savoyen ausgezeichnet wurde.
Im Frühjahr 1918 wurde er mit seinem Korps auf die Hochebene der Sieben Gemeinden verlegt und hielt hier den Angriffsversuchen der 11. k.u.k. Armee im Val Frenzela statt. Im Juni 1918 wurde er schließlich zum Generalleutnant befördert und mit dem Kommandeurskreuz des Kronenordens von Italien ausgezeichnet.

### Nachkriegszeit
Im November 1918 ernannte man ihn nach Kriegsende zum Militärkommandanten seiner Geburtsstadt Ferrara. Als solcher besuchte er im Auftrag des italienischen Oberkommandos die Sammellager der zurückgeführten italienischen Kriegsgefangenen und beklagte sich danach über die zögerliche Rückführung und die schlecht organisierten Lager.
Am 5. Januar 1919 übernahm er die Führung des III. Armeekorps in Meran, das am 10. Januar nach Innsbruck verlegt wurde. Mit der Verlegung wurde Sani zum Oberbefehlshaber der italienischen Besatzungstruppen in Nordtirol, die am 23. November 1918 nach Innsbruck einmarschiert waren. Er löste in dieser Funktion Annibale Roffi ab und unterstand dem Militärgouverneur in Trient Pecori Giraldi.
Während seiner Zeit als Kommandeur der Besatzungstruppen beklagte er sich über die feindselige Haltung der lokalen Presse und über den fehlenden Willen der örtlichen Autoritäten dieser Einhalt zu gebieten. Er hielt es für angebracht, durch entsprechende Aktionen die Richtigkeit der Besatzung zu unterstreichen, was aber nicht die Unterstützung durch seinen Vorgesetzten Pecori Giraldi fand.
Im September 1919 wurde er als Kommandant des III. Armeekorps abberufen und zum Oberbefehlshaber des IV. Armeekorps in Bologna ernannt, das er bis 1926 führte. Im Dezember 1919 wurde ihm das Kommandeurskreuz der Krone von Italien und das Komturkreuz des Ordens der hl. Mauritius und Lazarus verliehen. 1922 widersetzte er sich als oberster militärischer Befehlshaber von Bologna den faschistischen Schwarzhemden bei der Besetzung der von seinen Truppen geführten Einrichtungen, rechtfertige sich aber im Nachhinein den neuen Machthabern gegenüber, dass sich diese den faschistischen Milizen gegenüber nicht feindselig verhalten hätten.
Nach weiteren Aufgaben, unter anderem im Kriegsministerium, schied er 1931 aus dem aktiven Dienst aus. Im gleichen Jahr wurde er mit dem Großoffizierskreuz des Ordens der hl. Mauritius und Lazarus ausgezeichnet, gefolgt 1932 vom Kreuz des Großoffiziers des Ordens der Krone von Italien sowie 1938 vom Großkreuz des Ordens der hl. Mauritius und Lazarus. In der Zwischenzeit war Sani 1927 der faschistischen Partei beigetreten. Im Dezember 1933 wurde er auf Vorschlag von Italo Balbo zum Senator des Königreiches ernannt. In dieser Aufgabe war er Mitglied verschiedener Kommissionen und saß vom Mai 1941 bis August 1943 der Streitkräftekomission des Senates vor.
Im August 1943 wurde er bei der Untersuchung des unter mysteriösen Umständen umgekommenen Ettore Muti als Zeuge vernommen, da sein Grundstück an das von Muti grenzte.
Im August 1944 beschuldigte ihn der Oberste Gerichtshof, der von der Regierung Bonomi mit der Verfolgung faschistischer Verbrechen beauftragt worden war (italienisch Alta corte di giustizia per le sanzioni contro il fascismo), das faschistische Regime aktiv unterstützt, den italienischen Kriegseintritt 1940 gefördert und Gesetzen zugestimmt zu haben, die die Freiheitsrechte einschränkt hätten. Aufgrund dieser Anschuldigungen verfiel im Oktober 1944 seine Ernennung zum Senator.
Ugo Sani verstarb wenige Monate später am 7. Januar 1945 in Rom.

## Werke
- Il soldato italiano attraverso la grande guerra. Tip. del Comando 8. divisione di fanteria, Bologna 1921.
- La condotta morale della truppa nella grande guerra: memorie di un generale di Corpo d’armata. SATE, Ferrara 1934.